# Muhammet Akagündüz
Muhammet Hanifi Akagündüz (Bingöl, 11 gennaio 1978) è un ex calciatore austriaco di origini turche, di ruolo attaccante.

## Carriera

### Club

#### 1997-2000: gli inizi in Austria
Seconda punta di origini turche ma di nazionalità austriaca, comincia la carriera nella stagione 1997-1998 all'Austria Vienna, con cui gioca una gara di Coppa Intertoto prima di essere ceduto in prestito al Gerasdorf, nella Erste Liga. A gennaio passa al St. Pölten, sempre in seconda serie, dove rimarrà in prestito anche l'anno successivo, in cui segnerà 11 reti in 34 presenze. Nella stagione 1999-2000 il prestito sarà invece all'Admira Wacker Mödling, nella massima serie austriaca.

#### 2000-2005: Ried e le stagioni in Turchia
Nella stagione 2000-2001 Heinz Hochhauser lo porta con sé al Ried, con il quale nel corso di tre stagioni totalizza 90 presenze e 29 reti nella Bundesliga austriaca pur subendo numerosi infortuni. A questa esperienza seguono due stagioni in Turchia, più difficoltose dal punto di vista personale, con le maglie di Malatyaspor (stagione 2003-2004, 29 presenze e 6 gol) e Konyaspor (stagione 2004-2005, 31 presenze e 6 gol).

#### 2006-2008: Rapid Vienna, Kayserispor e Verona
Viene poi richiamato in patria dai campioni in carica del Rapid Vienna, con i quali mette insieme 34 presenze in campionato, 9 gol e numerose buone prestazioni. Ha anche l'occasione di partecipare alla Champions League, nella quale segna due reti durante i preliminari. La stagione 2006-2007 vede un suo ritorno in Turchia, nelle file del Kayserispor, con cui disputa 13 incontri in campionato segnando 2 gol e segnando 3 gol nelle 4 partite di qualificazione alla Coppa UEFA. A gennaio rescinde il contratto con la società turca e si accasa all'Hellas Verona, in Serie B.
Debutta in Serie B il 13 marzo 2007 in Verona-Piacenza (3-1). Il 17 marzo segna il suo primo gol in campionato, portando al pareggio per 1-1 l'Hellas Verona in trasferta contro l'AlbinoLeffe al 94'. Si ripete il 25 marzo, segnando al medesimo minuto il gol della vittoria casalinga del Verona contro il L.R. Vicenza. Dopo il gol al Vicenza non verrà più schierato in partita a causa di un infortunio occorso in allenamento per una entrata scomposta di un compagno di squadra, Federico Nieto. Nell'agosto 2007 il giocatore lascia l'Hellas Verona per fare ritorno in Austria con la maglia del Ried.

### Nazionale
Ha esordito con la nazionale austriaca nell'ottobre 2002 contro la Bielorussia segnando all'89' il goal del definitivo 2-0.

## Statistiche

### Cronologia presenze e reti in nazionale
| Cronologia completa delle presenze e delle reti in nazionale ― Austria | Cronologia completa delle presenze e delle reti in nazionale ― Austria | Cronologia completa delle presenze e delle reti in nazionale ― Austria | Cronologia completa delle presenze e delle reti in nazionale ― Austria | Cronologia completa delle presenze e delle reti in nazionale ― Austria | Cronologia completa delle presenze e delle reti in nazionale ― Austria | Cronologia completa delle presenze e delle reti in nazionale ― Austria | Cronologia completa delle presenze e delle reti in nazionale ― Austria |
| Data                                                                   | Città                                                                  | In casa                                                                | Risultato                                                              | Ospiti                                                                 | Competizione                                                           | Reti                                                                   | Note                                                                   |
| ---------------------------------------------------------------------- | ---------------------------------------------------------------------- | ---------------------------------------------------------------------- | ---------------------------------------------------------------------- | ---------------------------------------------------------------------- | ---------------------------------------------------------------------- | ---------------------------------------------------------------------- | ---------------------------------------------------------------------- |
| 12-10-2002                                                             | Minsk                                                                  | Bielorussia                                                            | 0 – 2                                                                  | Austria                                                                | Qual. Euro 2004                                                        | 1                                                                      | 75’                                                                    |
| 16-10-2002                                                             | Vienna                                                                 | Austria                                                                | 0 – 3                                                                  | Paesi Bassi                                                            | Qual. Euro 2004                                                        | -                                                                      | 77’                                                                    |
| 20-11-2002                                                             | Vienna                                                                 | Austria                                                                | 0 – 1                                                                  | Norvegia                                                               | Amichevole                                                             | -                                                                      | 77’                                                                    |
| 17-8-2005                                                              | Graz                                                                   | Austria                                                                | 2 – 2                                                                  | Scozia                                                                 | Amichevole                                                             | -                                                                      | 66’                                                                    |
| 1-3-2006                                                               | Vienna                                                                 | Austria                                                                | 0 – 2                                                                  | Canada                                                                 | Amichevole                                                             | -                                                                      | 61’                                                                    |
| 2-9-2006                                                               | Lancy                                                                  | Austria                                                                | 2 – 2                                                                  | Costa Rica                                                             | Amichevole                                                             | -                                                                      | 57’                                                                    |
| 6-9-2006                                                               | Basilea                                                                | Austria                                                                | 0 – 1                                                                  | Venezuela                                                              | Amichevole                                                             | -                                                                      | 63’                                                                    |
| 11-10-2006                                                             | Innsbruck                                                              | Austria                                                                | 2 – 1                                                                  | Svizzera                                                               | Amichevole                                                             | -                                                                      | 62’                                                                    |
| 15-11-2006                                                             | Vienna                                                                 | Austria                                                                | 4 – 1                                                                  | Trinidad e Tobago                                                      | Amichevole                                                             | -                                                                      | 71’                                                                    |
| 7-2-2007                                                               | Ta' Qali                                                               | Malta                                                                  | 1 – 1                                                                  | Austria                                                                | Amichevole                                                             | -                                                                      | 72’                                                                    |
| Totale                                                                 |                                                                        | Presenze                                                               | 10                                                                     |                                                                        | Reti                                                                   | 1                                                                      |                                                                        |